# رأس الجائة

تعديل مصدري - تعديل

رأس الجائة هي إحدى حارات حي المشنة بمدينة إب اليمنية، بلغ تعداد سكانها 237 نسمة حسب تعداد اليمن لعام 2004.